# Колепі
Колепі (ест. Kolepi, виро Kol'epi) — село в Естонії, входить до складу волості Виру, повіту Вирумаа.